# Țibana
Ţibana é uma comuna romena localizada no distrito de Iaşi, na região de Moldávia. A comuna possui uma área de 71.65 km² e sua população era de 7649 habitantes segundo o censo de 2007.